# Batalla de Kulm
La Batalla de Kulm fue luchada en el pueblo de Kulm (en checo: Chlumec) y la villa de Přestanov en el norte de Bohemia. Fue luchada el 29 a 30 de agosto de 1813, durante la Guerra de la Sexta Coalición. Un cuerpo francés bajo el mando del general  Dominique-Joseph René Vandamme atacaron al cuerpo de Alexander Ivanovich Ostermann-Tolstoi el 29 de agosto. El día siguiente, el cuerpo de Friedrich Graf Kleist von Nollendorf atacó a Vandamme por la retaguardia, mientras que refuerzos rusos y austríacos atacaron al frente y al flanco izquierdo francés. Vandamme fue derrotado con una pérdida de entre 13.000 y 25.000 hombres y 82 cañones.

## Trasfondo
Siguiendo la victoria francesa en la Batalla de Dresde, Vandamme persiguió a los aliados en retirada. Napoleón envío a los mariscales Laurent de Gouvion-Saint-Cyr y Auguste Marmont para apoyar el cuerpo de Vandamme. Con Vandamme con ventaja, los cuerpos de Saint Cyr y Marmont cubrían la retirada. Vandamme alcanzó a las fuerzas de Alexander Ivanovich Ostermann-Tolstoy cerca de la ciudad de Kulm, a ocho kilómetros al noroeste de Aussig (Ústí nad Labem, actualmente en la República Checa).

## La batalla

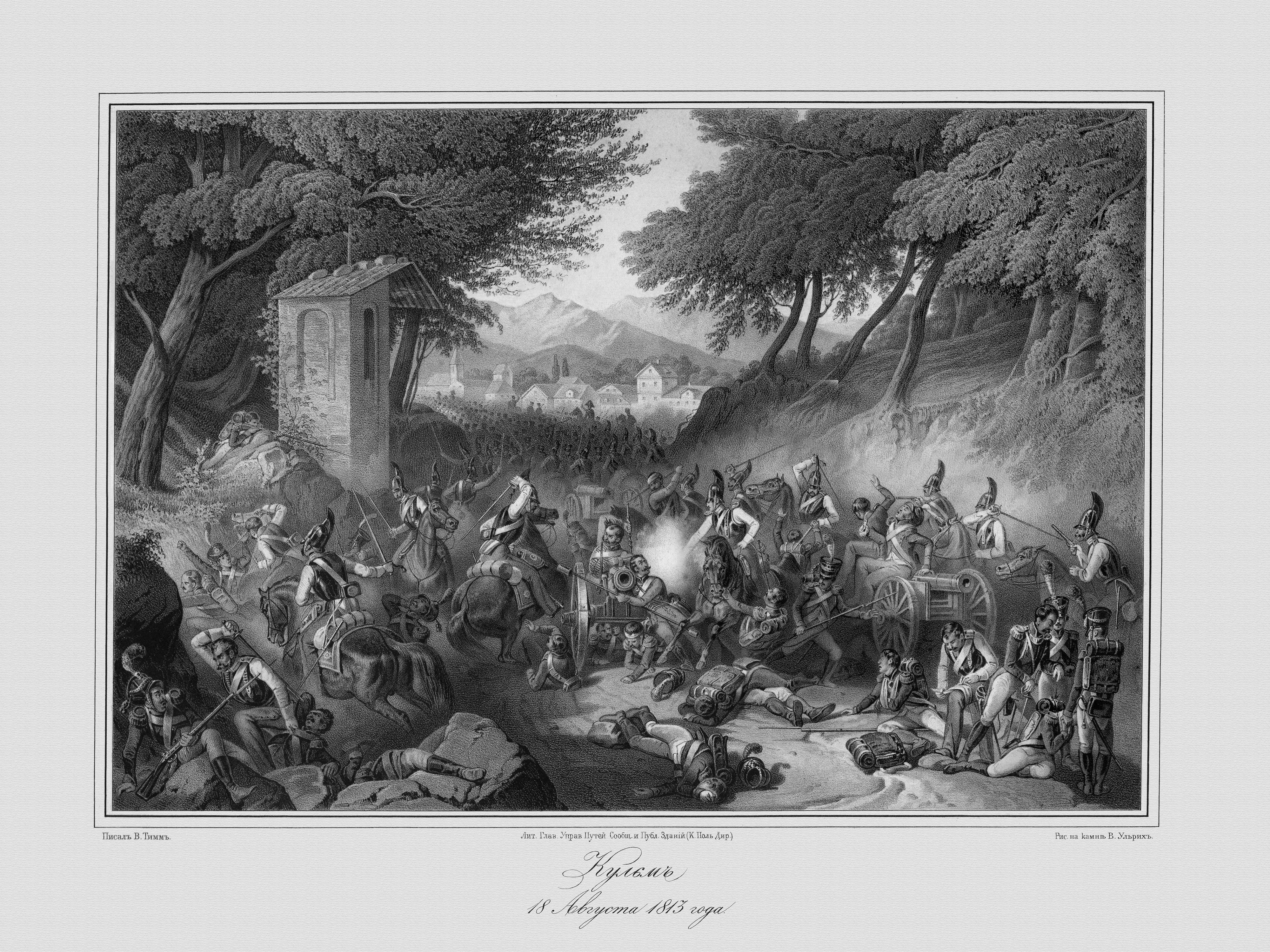
Carga de caballería en Kulm

El 29 de agosto, Vandamme, con 34.000 soldados y 84 cañones a su disposición, ataco las formaciones rusas de la retaguardia del ejército de la Coalición en retirada, de 14.700 a 16.000 soldados, bajo el mando del general ruso Alexander Ivanovich Ostermann-Tolstoi. La situación fue muy peligrosa para los aliados; si Vandamme ganaba la batalla, los franceses podrían pasar por las montañas, y la retirada del ejército de la coalición, podría quedar atrapado por Napoleón, Sin embargo, Ostermann-Tolstoy reunió a todas sus tropas para una defensa firme; él estaba seriamente herido, perdiendo su mano izquierda, pero fue reemplazado por su asistente personal, Alekséi Yermólov. Para el final del día, los Aliados tenían 20.000 soldados.  Todos los ataques de Vandamme fueron repelidos, la situación se puso peor el día siguiente. Un cuerpo del ejército prusiano comandado por Friedrich von Kleist ataco la retaguardia de Vandamme. Kleist recibió la ayuda de un combinado ataque austro-ruso bajo el mando de los generales lay de Tolly y Hieronymus von Colloredo-Mansfeld. En un intento por repeler los ataques simultáneos en su frente y retaguardia, Vandamme ordenó a sus fuerzas formar cuadros. Las tropas francesas, inexpertas, no pudieron resistir a los aliados y pronto se retiraron del campo de batalla con grandes pérdidas, incluyendo a Vandamme, quien fue capturado como prisionero de guerra.

## Bajas
Los franceses perdieron entre 13.000 a 25.000 de la fuerza de persecución de 34.000, incluyendo al propio Vandamme. Además, casi toda su artillería fue capturada, con 82 de sus 84 cañones en sus manos aliadas. Por otro lado, las fuerzas de la Coalición perdieron aproximadamente 11.000 soldados entre muertos y heridos.
En el cuerpo de Vandamme había dos regimientos polacos de Ulanos, que formaban parte de las divisiones de caballería bajo el mando del general Jean Corbineau. Estos regimientos fueron utilizados por Vandamme para defenderse de las cargas de caballería enemigas. Uno de los regimientos, comandado por el coronel Maximilian Fredro(hermano del dramaturgo  Aleksander Fredro), fue atacado tras retirarse  a un desfiladero y se rindió. El otro regimiento de Ulanos, bajo el mando del conde Tomasz Łubieński (conocido en inglés como Thomas Lubienski), logró retirarse con éxito.

## Resultados
Tres días antes el mariscal Macdonald fue vencido en la Batalla del Katzbach, y el éxito de la coalición en Kulm finalmente anuló la victoria francesa en Dresde, ya que las tropas de Napoleón nunca lograron aplastar completamente al enemigo. Gracias a esta victoria, Ostermann-Tolstoy y sus tropas lograron ganar el tiempo necesario para que los ejércitos de la Coalición se reagruparan, lo que permitió preparar los enfrentamientos posteriores, como la batalla de Wartenburg y, finalmente, la decisiva batalla de Leipzig.

### Declaración de Vandamme
Acordando, según una anécdota francesa, después de la batalla, Vandamme fue llevado ante el emperador Alejandro I de Rusia, quien lo acusó de ser un bandido y saqueador. Vandamme respondió: "No soy ni saqueador ni bandido, pero en cualquier caso, mis contemporáneos y la historia no me reprocharán haber asesinado a mi propio padre." Esta declaración aparentemente hacía alusión a la creencia de que Alejandro I estuvo implicado en el asesinato de su padre, el emperador Pablo I.

## El campo de batalla hoy
El campo de batalla está mayoritariamente urbanizado en la actualidad. Hay un gran monumento coronado con un león junto al Hotel Napoleón.

## Lectura
Nadzieja, Jadwiga (1998). Lipsk 1813. Warsaw: Bellona. pp. 57-59. ISBN 83-11-08826-8.

## Links externos
- Battle of Kulm
- Memoirs of the Duke Rovigo
- Wikimedia Commons alberga una galería multimedia sobre Batalla de Kulm.